# Kōta Fukatsu
Kōta Fukatsu (japanisch 深津 康太 Fukatsu Kōta; * 10. August 1984 in der Präfektur Chiba) ist ein japanischer Fußballspieler.

## Karriere
Fukatsu erlernte das Fußballspielen in der Schulmannschaft der Ryutsu Keizai University Kashiwa High School. Seinen ersten Vertrag unterschrieb er 2003 bei den Nagoya Grampus Eight. Der Verein spielte in der höchsten Liga des Landes, der J1 League. 2005 wurde er an den Zweitligisten Mito HollyHock ausgeliehen. Für den Verein absolvierte er 39 Ligaspiele. 2006 kehrte er zu Nagoya Grampus Eight zurück. Für den Verein absolvierte er vier Erstligaspiele. Im Juni 2006 wechselte er zum Ligakonkurrenten Kashiwa Reysol. 2007 wechselte er zum Drittligisten FC Gifu. Am Ende der Saison 2007 stieg der Verein in die J2 League auf. 2009 wechselte er zum Drittligisten FC Machida Zelvia. Für den Verein absolvierte er 56 Ligaspiele. 2011 wechselte er zum Zweitligisten Tokyo Verdy. Für den Verein absolvierte er 49 Ligaspiele. 2013 kehrte er zu FC Machida Zelvia zurück. 2015 wurde er mit dem Verein Vizemeister der dritten Liga und stieg somit in die zweite Liga auf. Nach insgesamt 222 Zweitligaspielen für den Klub aus Machida wechselte er Ende Juli 2023 nach Morioka zum Drittligisten Iwate Grulla Morioka.